# Aeroporto Internacional El Edén
O Aeroporto Internacional El Edén (em castelhano:  Aeropuerto Internacional El Edén) (IATA: AXM, ICAO: SKAR) é um aeroporto colombiano localizado a 10 minutos de carro do centro da cidade de Armênia, no departamento de Quindío.

## Companhias Aéreas e Destinos
| Companhias                       | Cidades                            | Aliança       |
| -------------------------------- | ---------------------------------- | ------------- |
| Aerolínea de Antioquia 1 destino | Doméstico (1): Medellín            | N/A           |
| Avianca 1 destino                | Doméstico (1): Bogotá              | Star Alliance |
| EasyFly 1 destino                | Doméstico (1): Medellín            | N/A           |
| Spirit Airlines 1 destino        | Internacional (1): Fort Lauderdale | N/A           |